# 1976年バスケットボール女子アジア選手権
1976年バスケットボール女子アジア選手権（The 6th Basketball Asia Championship for Women）は、香港で開催された第6回バスケットボールアジア女子選手権。11月2日から12日までの期間で開催された。
中国が初出場初優勝を果たす。

## 最終結果
| 順位 | 国           |
| ---- | ------------ |
| 1    | 中国         |
| 2    | 韓国         |
| 3    | 日本         |
| 4    | マレーシア   |
| 5    | シンガポール |
| 6    | フィリピン   |